# William John Macquorn Rankine
William John Macquorn Rankine (Edimburg, 5 de juliol de 1820 — Glasgow, 24 de desembre de 1872), fou un enginyer i físic escocès.

## Biografia
Rankine va néixer el 5 de juliol de 1820 en el si d'una família d'Edimburg. Els seus pares foren David Rankine, tinent de l'exèrcit britànic, i Barbara Grahame. Per causa de la seva salut, va ser educat a casa, però més endavant va assistir a l'Acadèmia Ayr (1828-1829) i durant un breu temps a l'Escola Superior de Glasgow (1830). Pels volts del 1830, la família es traslladà a Edimburg, on el 1834 començà a estudiar a l'Acadèmia Naval amb el matemàtic George Lees. Aleshores, ja tenia competències en matemàtiques i va rebre, com a regal del seu oncle, els Principia de Newton en llatí original.
El 1836, començà a estudiar un ampli espectre de temes científics a la Universitat d'Edimburg, com història natural amb Robert Jameson i filosofia natural amb James David Forbes. Tot estudiant amb Forbes, va ser premiat pels assaigs sobre mètodes d'investigació física i en la teoria ondulatòria de la llum. Durant les vacances, ajudà el seu pare que, a partir de 1830, fou gerent i, més tard, eficaç tresorer i enginyer de la Ferroviària Edimburg i Dalkeith, que va fer arribar el carbó a la ciutat. Sortí de la Universitat d'Edimburg el 1838 sense cap grau (aleshores no era pas inusual) i, potser per la crisi econòmica familiar, va esdevenir aprenent de sir John Benjamin MacNeill, que aleshores era inspector de la Comissió de Ferrocarrils d'Irlanda. Durant el seu aprenentatge, desenvolupà una tècnica, més tard coneguda com el mètode de Rankine, per a traçar les corbes del ferrocarril, aprofitant plenament el teodolit i una millora substancial en la precisió i la productivitat en els mètodes existents. De fet, la tècnica, la feien servir també altres enginyers —i en la dècada dels 1860 va haver-hi una controvèrsia sobre la prioritat de Rankine.